# Stafford, Kansas
Stafford là một thành phố thuộc quận Stafford, tiểu bang Kansas, Hoa Kỳ. Năm 2010, dân số của xã này là 1042 người.

## Dân số
Dân số các năm:
- Năm 2000: 1161 người
- Năm 2010: 1042 người